# Valérie André
Pour les articles homonymes, voir André.
Valérie André, née le 21 avril 1922 à Strasbourg (Bas-Rhin) et morte le 21 janvier 2025 à Issy-les-Moulineaux, est médecin militaire, aviatrice, parachutiste et pilote d'hélicoptère française.
Première femme à devenir officier général en France, elle achève sa carrière militaire avec les trois étoiles de médecin général inspecteur du Service de santé des armées. Elle est la troisième femme à être élevée à la dignité de grand-croix de l'ordre national de la Légion d'honneur et la première à être élevée à celle de grand-croix de l'ordre national du Mérite. Elle est la femme militaire la plus décorée au monde.

## Biographie

### Jeunesse
Valérie André est la fille de Philibert et Valérie André. Adolescente, elle est fascinée par l'aviation, et, en 1939, profite de la croissance de l'aviation populaire pour prendre des cours de pilotage à l'aéroclub de sa ville natale sur un avion Potez. Quand la Seconde Guerre mondiale commence, elle doit quitter le cours.
Avec l'invasion allemande en mai-juin 1940, elle se rend à Clermont-Ferrand, où elle est transférée temporairement avec la Faculté de médecine de Strasbourg (celle-ci ayant alors été repliée à Clermont-Ferrand, en raison de la guerre). Lors de l'invasion de la zone sud par les Allemands, en novembre 1942 elle s'échappe et se réfugie clandestinement à Paris, car les autorités allemandes traquent les étudiants alsaciens pour les déporter en Allemagne.

### Guerre d'Indochine

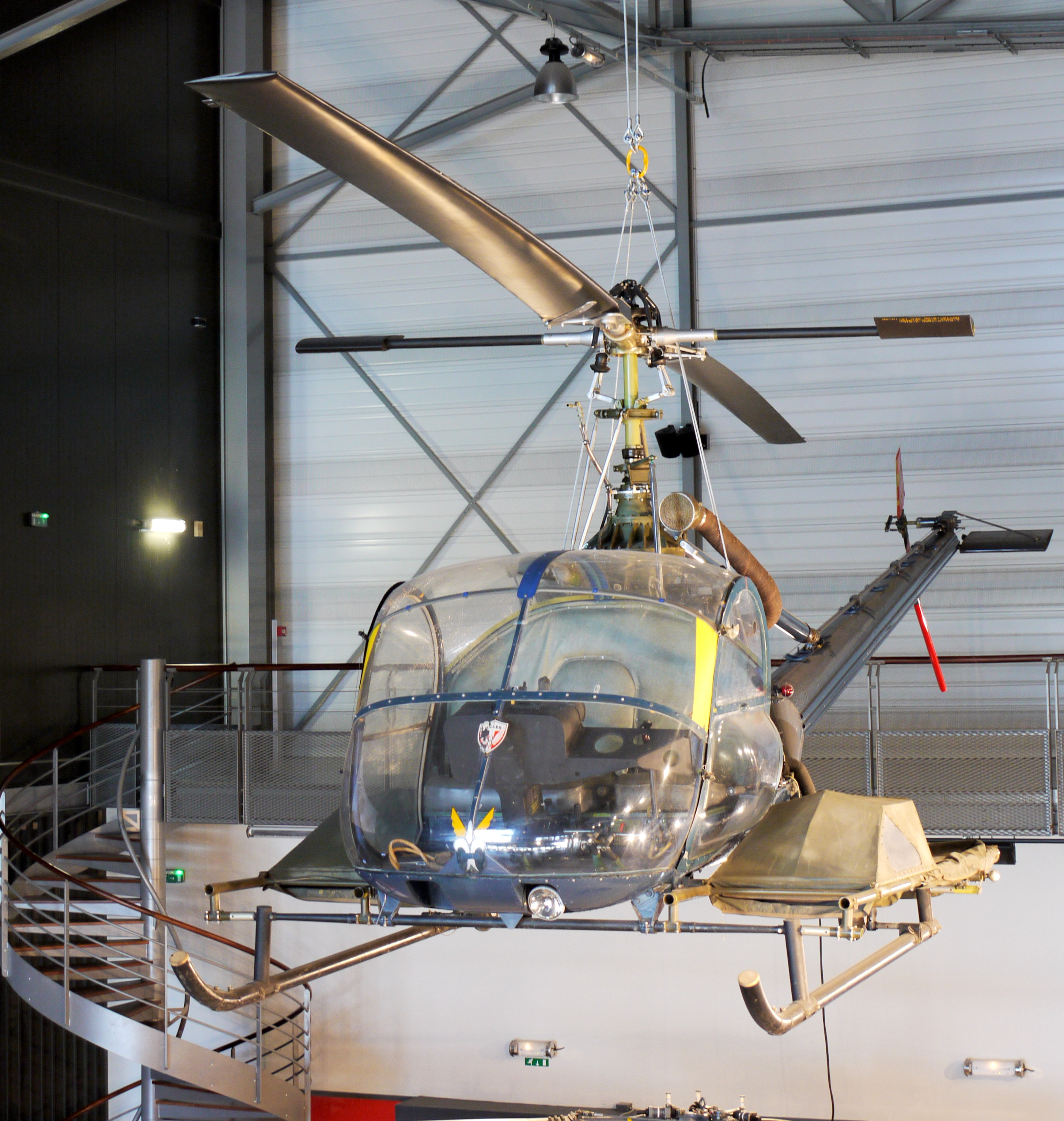
Hiller 360 français conservé au Musée de l'Air et de l'Espace du Bourget.

Après la guerre, Valérie André obtient son diplôme de médecine de l'université de Paris pour l'année scolaire 1946-1947. Elle choisit comme sujet  de thèse de doctorat la « pathologie du parachutisme », ce qui lui permet d’associer ses deux passions, aviation et médecine. Le parachutisme, dit-elle « est un sport qui fait appel aux ressources les plus profondes de l'être pour l'exécution d'un acte considéré comme antinaturel : le saut dans le vide. Parce qu'il développe des qualités de calme, de sang-froid, de maîtrise de soi ; qu'il fait appel à l'esprit de camaraderie et développe l'esprit d'équipe, car si le saut est un acte purement individuel, la préparation à ce saut est un acte collectif ; enfin, que chaque saut est pour le parachutiste une victoire remportée sur lui-même ». Elle encadre médicalement une préparation militaire parachutiste et effectue ses premiers sauts. Elle suit peu après un cours de planeur sur Caudron C.800, et de vol à voile à l'aéro-club universitaire de Beynes et obtient son brevet de parachutisme à Bayonne au cours de l'année 1948, au moment où elle devient à la fois pilote et médecin militaire, des professions alors peu accessibles aux femmes en France.
En 1948, à la suite d'une pénurie de médecins militaires, Léon Binet, doyen de la faculté de médecine de Paris, propose aux étudiants qui le veulent de servir en Extrême-Orient. Elle saisit l'occasion et rejoint l'Indochine en tant que médecin militaire avec le grade de capitaine pendant l'hiver 1948-1949. Affectée au premier hôpital de Mỹ Tho, elle devient plus tard adjointe de neurochirurgie à l'hôpital de Saïgon.
Après avoir appris qu'elle possédait le brevet de parachutiste, ses supérieurs l'amènent à suivre le cours de chirurgien de guerre et à servir dans une zone frontalière entre le Viêt-Nam et le Laos qui ne pouvait être atteinte que par parachutage.
Elle retourne en France en 1950, pour obtenir la licence de pilote d'hélicoptère, à l'école de vol de Pontoise, sur Hiller. Elle a le brevet numéro 33 de l’Aéro-Club de France. Elle ne recevra un brevet de pilote militaire qu'en 2010 alors qu’il a été créé en 1956.
En Indochine en effet, elle s'était rendu compte à quel point des endroits isolés ou couverts par la forêt sont difficiles d'accès pour les avions du transport médical. De retour en Indochine, le 26 mai 1950, elle se spécialise dans le service d'évacuation médicale de pilotage des hélicoptères Hiller 360 et Sikorsky H-34 dans l’équipe du capitaine Alexis Santini. Entre sa première mission, le 16 mars 1952, et son départ de l'Indochine en 1953, elle effectue 129 vols d'exploitation, assurant l'évacuation de 165 blessés vers des postes médicaux ou vers l'hôpital le plus proche.
Le 11 décembre 1951, elle participe à une mission d'évacuation immédiate de blessés de Tu Vu sur la rivière Noire. Le seul hélicoptère disponible, stationné près de Saïgon, est partiellement démonté, puis transporté à bord d'un avion Bristol Freighter à Hanoï, où il est remonté. Il s'envole ensuite vers Tu Vu, malgré le brouillard et le feu antiaérien intense ; elle y soigne les blessés, évacués deux par deux à Hanoï.
Le 14 avril 1952, elle devient la première femme à apponter sur la plate-forme du porte-avions Arromanches qui se trouve en opération en Baie d’Along et qui a demandé en urgence un hélicoptère pour évacuer des blessés à la suite d'un accident grave survenu à bord.
Valérie André participa avec le médecin-général Robert, Frédéric Curie ou Paul-Émile Victor[pas clair], à la création de la Ligue française de secours et de sauvetage aérien (LIFRASSA) qui mit au point une réglementation concrète du sauvetage aérien[réf. nécessaire].

### Guerre d'Algérie

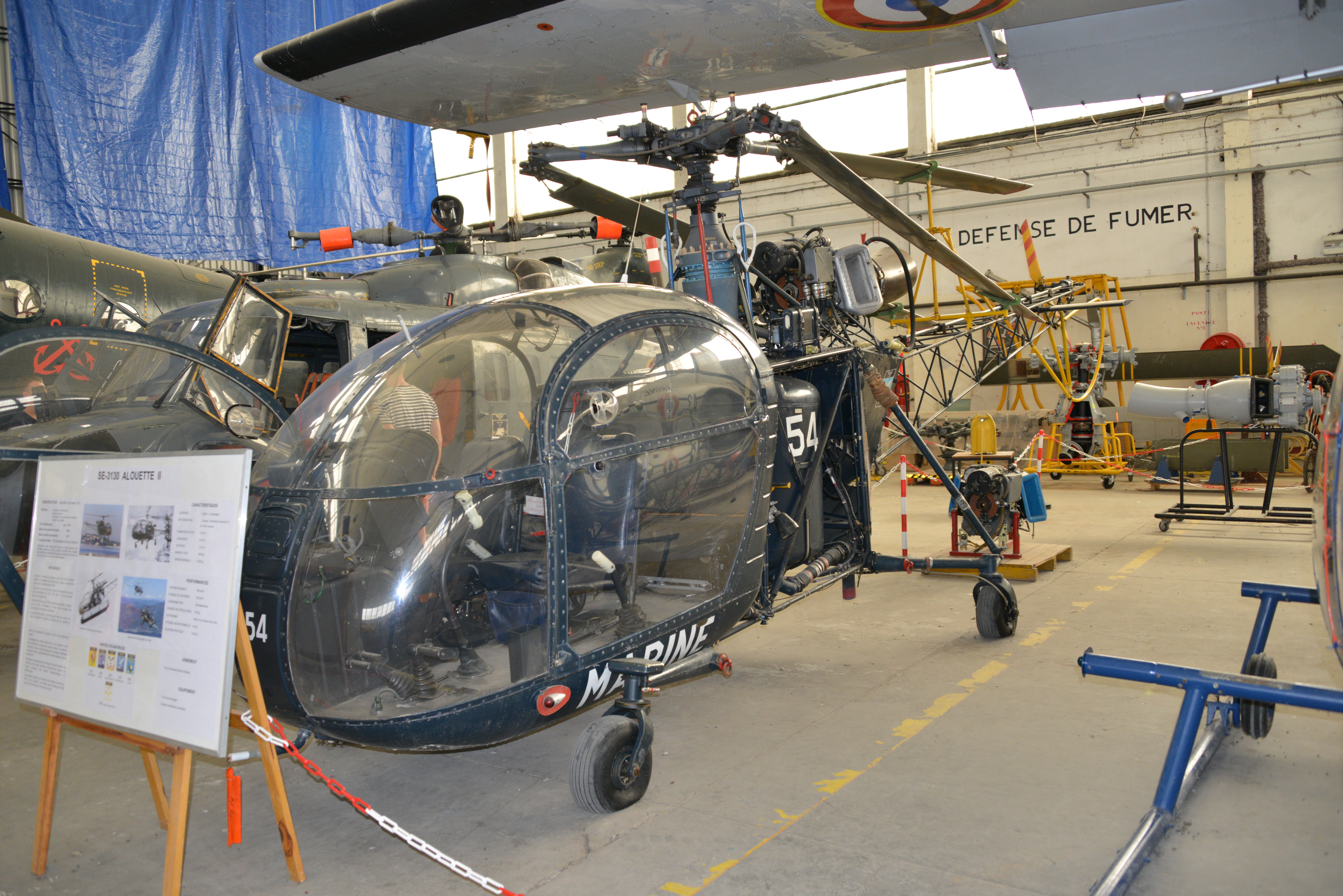
Alouette II préservée au musée de l’Aéronautique navale.

Le 5 septembre 1953, elle est affectée au Centre d'essais en vol de Brétigny-sur-Orge, qui fournit une assistance médicale aux équipages. Elle obtient la qualification pour la conduite du Morane-Saulnier MS.733 Alcyon, du Nord 1101, des hélicoptères Djinn Aerospatiale, Bell 47, Piasecki HUP et Sikorsky S-55, en participant à différents vols expérimentaux. Dans cette période, elle participe à la création du laboratoire de médecine aérospatiale.
De 1959 à 1962, elle sert en Algérie en tant que commandant adjoint du service médical à la Base aérienne 142 Boufarik, puis en tant que commandant de l'hélicoptère de service de sauvetage stationné sur la  Base aérienne 146 La Réghaïa, près d’Alger. Devenue pilote d'hélicoptère d'activation Aérospatiale SA-318 Alouette II, Djinn, Alouette III puis Sikorsky H-34, Vertol H-21 et  Sikorsky S-58 en trois ans de service, elle effectue plus de 350 missions. En 1961, elle est nommée médecin-chef de l'ensemble de la base de Reghaïa. À la fin de la guerre en Algérie, elle revient en France et continue sa carrière d'officier du Service de Santé, promue lieutenant-colonel en 1965 et colonel en 1970. Elle est d'abord médecin-chef sur la base aérienne 107 Villacoublay, puis médecin-conseiller auprès du Commandement du transport aérien militaire (COTAM).

### Officier général
Valérie André est promue médecin général (avec rang et prérogatives de général de brigade) en avril 1976, ce qui fait d'elle la première femme à devenir officier général en France. L'année de sa retraite, en 1981, elle est promue médecin général inspecteur (avec rang et prérogatives de général de division). Ses derniers postes sont ceux de directrice du Service de Santé de la 4e puis de la 2e région aérienne,.

### Retraite
Après 4 200 heures de vol, plus d'une centaine d'évacuations sanitaires et 496 missions de guerre, elle est admise dans la 2e section des officiers généraux en 1981, et prend la tête de la commission d’étude prospective de la femme militaire,. Elle y travaille à la promotion de l'emploi des femmes dans les forces armées. Elle quitte les champs de bataille pour un autre combat, celui de l'égalité femme-homme au sein de l'armée. Dans les années 1970, sur le plateau de TF1 Actualités, présenté par Yves Mourousi, elle déclare : 

« Les femmes comme les hommes sont parfois désireuses d’assumer des postes à haute responsabilité et ce n’est pas propre qu’à l’armée. »

Elle est membre fondateur de l'académie de l'air et de l'espace de Toulouse en 1983,.
En 1987, elle est élevée à la dignité de grand-croix de l'ordre national du Mérite.
En 1999, le président de la République Jacques Chirac l'élève à la dignité de grand-croix de l'ordre national de la Légion d'honneur. Elle est la troisième femme à recevoir la plus haute distinction française après Geneviève de Gaulle-Anthonioz et Germaine Tillion. Elle est la femme militaire la plus décorée au monde.
Le 2 septembre 2010, au cours d'une cérémonie spéciale sur la base aérienne 107 Villacoublay et en présence du général d'armée aérienne Jean-Paul Paloméros, chef d'état-major de l'Armée de l'air, elle reçoit le numéro de brevet de pilote d'hélicoptère militaire no 001 avec effet rétroactif à la date du 16 novembre 1956,,.

### Vie privée
Elle épouse à Issy-les-Moulineaux le 21 décembre 1963 le pionnier des hélicoptères de l'Armée de l'air, le colonel Alexis Santini (1914-1997), premier pilote d'hélicoptère de l'Armée de l'air (brevet no 23, février 1950),, qui lui a appris à piloter un hélicoptère en Indochine, oncle de l'homme politique André Santini, dont elle est la tante par alliance. Elle adopte Antoine, le fils issu de la précédente union de son époux, commando parachutiste durant la guerre d’Algérie.
Elle meurt à Issy-les-Moulineaux le 21 janvier 2025 à l'âge de 102 ans,,. Elle est inhumée au cimetière communal.

## Décorations et distinctions

### Décorations françaises
- Grand-croix de la Légion d'honneur en 1999[19] (grand officier le 17 septembre 1981, chevalier le 25 février 1953).
- Grand-croix de l'ordre national du Mérite en 1987.
- Croix de guerre des Théâtres d'opérations extérieurs, palme de bronze (5 citations dont 4 palmes)[21].
- Croix de la Valeur militaire (2 citations)[21].
- Médaille de l'Aéronautique (1953)[21].
- Médaille d'honneur du service de santé des armées, échelon or[21].
- Médaille commémorative de la campagne d'Indochine[21].
- Médaille commémorative des opérations de sécurité et de maintien de l'ordre[21].

### Décorations étrangères
- Croix de la vaillance (Canada)[21].
- Commandeur en chef de la Legion of Merit (États-Unis)[21].
- Médaille de la Liberté avec palme d’or (États-Unis) le 29 juillet 1954[21].
- Chevalier de l'ordre national du Vietnam (République du Viêt Nam)[21].
- Croix de la Vaillance (République du Viêt Nam) (trois palmes, deux étoiles de vermeil, deux étoiles en argent et une étoile en bronze)[21].

### Brevets
- brevet de parachutiste militaire comme instructeur.
- brevet de pilote militaire comme instructeur d’avion, d’hydravion, de ballon dirigeable, de vol à voile, de planeur et d’hélicoptère.
- Valérie André détient le  brevet de pilote d’hélicoptère no 001 (2010) avec effet rétroactif à la date du 16 novembre 1956[22],[23].

### Distinctions
- Médaille d’or de la Faculté de médecine de Paris, Prix de l'Aéro-Club de France, Prix d'Académie et Prix Janssen de l’Académie nationale de médecine pour sa thèse de doctorat de médecine intitulée « La pathologie du parachutiste » (1948)[22],[21].
- Prix Monique Berlioux de l'Académie des sports 1949[21].
- Trophée Harmon décerné par les États-Unis (1950, 1951, 1952, 1954, 1955, 1956, 1957, 1958, 1959, 1960, 1962, 1964, 1965, 1966, 1967 et 1968)[22],[21].
- Médaille d'honneur de la Croix-Rouge française (1954)[22],[21].
- Prix Henry Deutsch de la Meurthe 1954 de l'Académie des sports 1954[33],[21].
- Grand Prix littéraire de l'Aéro-Club de France, et Prix Broquette-Gonin (1954) pour Ici ventilateur ! Extraits d'un carnet de vol[22],[21].
- Diplôme Paul Tissandier de la Fédération aéronautique internationale (1954, 1955, 1956, 1957, 1958)[22],[21].
- Prix Roland-Peugeot de l'Académie des sports (1955)[22],[21].
- Grande médaille d'or de l'Aéro-Club de France (1956)[22],[21].
- Médaille d'or de l'Air de la Fédération aéronautique internationale (1957)[22],[21].
- En 1963, l'Association des journalistes professionnels de l'aéronautique et de l'espace (AJPAE) lui décerne le prix Icare[22],[21].
- Médaille Lilienthal de la Fédération aéronautique internationale (1965)[22],[21].
- Prix Jean-Walter (1969) pour l’ensemble de son œuvre[22],[21].
- Médaille Florence-Nightingale (1973)[22],[21].
- Grande médaille d'or de la Société d'encouragement au progrès (1976)[22],[21].
- Médaille d'or de l'Étoile Civique (1976)[22],[21].
- Diplôme d'honneur de l'École d'initiation au pilotage (1977)[22],[21].
- Diplôme d'honneur de l'École du personnel volant (1977)[22],[21].
- Diplôme d’honneur de l’École de l'aviation de transport (1978)[22],[21].
- Docteur honoris causa de l’Institut de médecine aérospatiale du service de santé des armées (1978)[22],[21].
- Médaille d'or de l'École nationale de l'aviation civile (1979)[22],[21].
- Diplôme d’honneur de l’École militaire de l'air (1979)[22],[21].
- Docteur honoris causa de l’École du service de santé des armées de Bordeaux (1980)[22],[21].
- Diplôme d’honneur de l’École d'enseignement technique de l'Armée de l'air et de l'espace (1980)[22],[21].
- Diplôme d'honneur de l'École des techniciens de la sécurité de l'Armée de l'air (1981)[22],[21].
- Diplôme d'honneur de l'École nationale supérieure d'ingénieurs de constructions aéronautiques (1981)[22],[21].
- Citoyenne d'honneur de Salon-de-Provence (1982)[22],[21].
- Diplôme d'honneur de l'École des troupes aéroportées (1982)[22],[21].
- Diplôme d’honneur de l’École de pilotage de l'Armée de l'air (1983)[22],[21].
- Docteur honoris causa de l’École du service de santé des armées de Lyon-Bron (1983 [22],[21].
- Grande médaille d'honneur de la ville de Toulouse (1984)[22],[21].
- Diplôme d'honneur de l'École de spécialisation sur hélicoptères embarqués (1984)[22],[21].
- Diplôme d’honneur de l’École de formation des sous-officiers de l'Armée de l'air (1985)[22],[21].
- Docteur honoris causa de l'École nationale supérieure de l'aéronautique et de l'espace (1985)[22],[21].
- Diplôme d'honneur du Centre d'analyse et d'instruction de l'aviation navale (1986)[22],[21].
- Docteur honoris causa de l’École du Val-de-Grâce (1986)[22],[21].
- Docteur honoris causa de l’École de l'air (1987)[22],[21].
- Prix Général-Muteau, Prix maréchal-Louis-Hubert-Lyautey, prix Saint-Simon, prix Louis-Marin, prix des Ambassadeurs, Prix Femina Vacaresco, prix Aujourd'hui et Grand Prix de l’Académie des Sciences Morales et Politiques (1988) pour Madame le général[22],[21].
- Docteur honoris causa de l'École de spécialisation de l'aviation légère de l'Armée de terre (1988)[22],[21].
- Médaille Pelagia-Majewska de la Fédération aéronautique internationale (1989)[22],[21].
- Docteur honoris causa de l'École de l'aviation légère de l'Armée de terre (1989)[22],[21].
- Docteur honoris causa de l’École du personnel paramédical des armées (1990)[22],[21].
- Grande médaille de vermeil de la Ville de Paris (1990)[22],[21].
- Prix René-Joseph Laufer 2000[21].
- Prix Honneur et Patrie 2002[21].
- Prix littéraire de la Saint-Cyrienne 2007 pour l’ensemble de son œuvre[21].

## Publications

### Ouvrages
- La pathologie du parachutiste (thèse de doctorat de médecine), Paris, Imprimerie de R. Foulon, 1948, 84 p. (BNF 31720453).
- Ici ventilateur ! Extraits d'un carnet de vol (souvenirs), Paris, Calmann-Lévy, 1954, 229 p. (BNF 31720454)  — Avec planches, cartes et portrait couleur en couverture.
- Madame le général (souvenirs), Paris, Perrin, 1988, 248 p. (BNF 34938568, lire en ligne)  — Préface de Jean Lartéguy. Avec 16 pages de planches.

### Préfaces
- Martine Gay, Femmes dans un ciel de guerre - Sorcières la nuit furies le jour, éditions JP Otelli, 2018, 151 p. (ISBN 978-2373010725)

## Filmographie
- 2021 : Madame le Général, une femme d'exception, film documentaire sur la vie de Valérie André, la première femme Général des Armées en France, écrit et réalisé par Jean-Pierre C. Brouat, produit par Ladybirds Film[34].

## Hommages

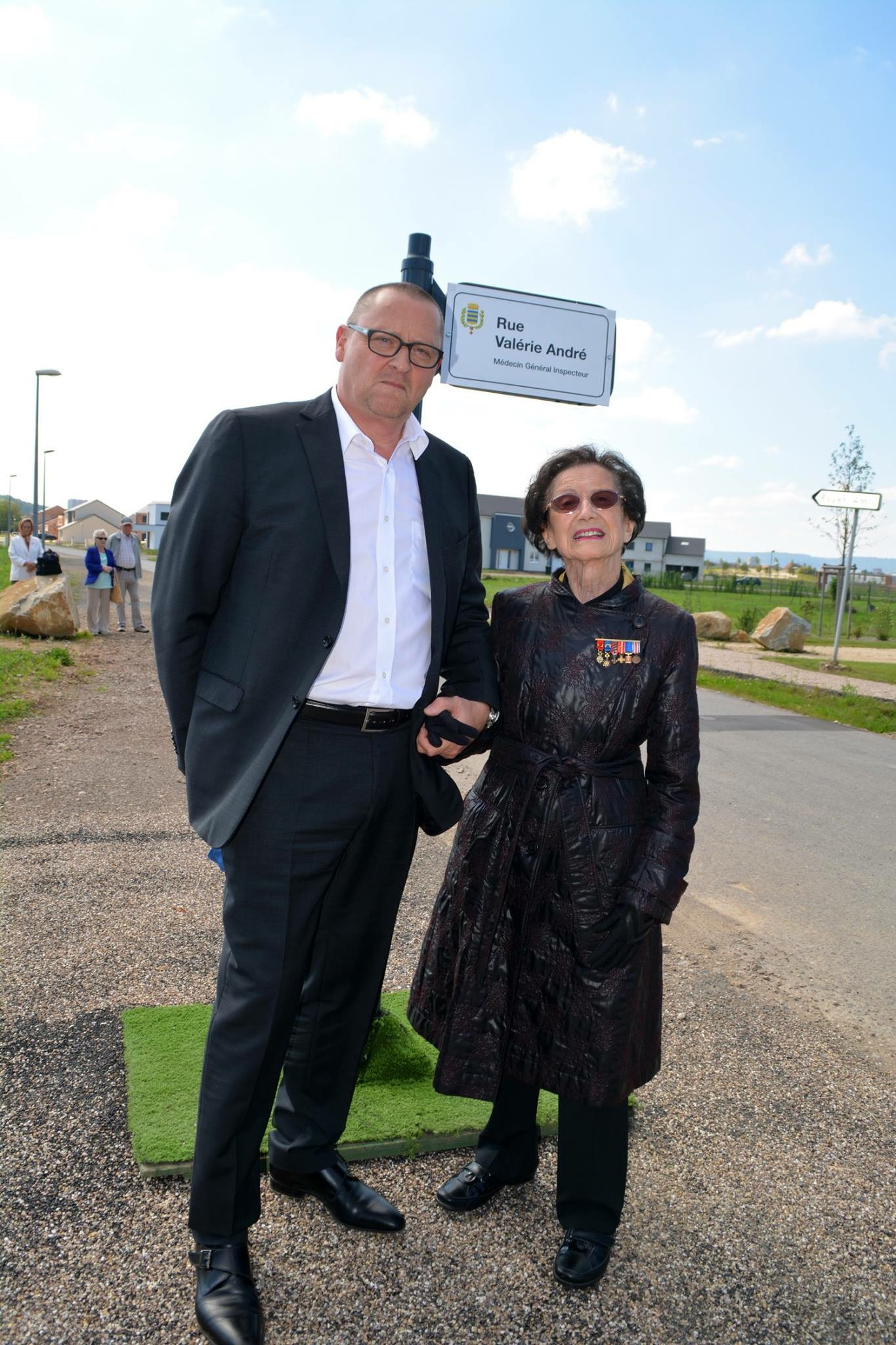
Valérie André lors de l'inauguration d’une rue à son nom en 2014.

### Odonymie et lieux publics
Divers espaces publics portent son nom :
- l'héliport de Paris est renommé Héliport de Paris - Issy-les Moulineaux - Valérie-André en mars 2022[35] ;
- une place à Bonneuil-en-France, inaugurée en mars 2014[36] ;
- une place à Brétigny-sur-Orge inaugurée le 16 mai 2015[36],[37] ;
- une place et une station de bus à Dugny inaugurées le 30 juin 2017[38] ;
- une rue et une station de bus à Vélizy-Villacoublay inaugurées le 26 décembre 2013[36] ;
- une rue de Yutz en Moselle[39] inaugurée en septembre 2014[36] ;
- une esplanade à Pouillon inaugurée le 12 septembre 2021[40] ;
- la caserne qui abrite les Écoles militaires de santé de Lyon-Bron porte son nom depuis le 1er septembre 2018[41] ;
- un amphithéâtre de l'École de santé des armées porte son nom depuis le 2 juillet 2011[41] ;
- un amphithéâtre de l'École du personnel paramédical des armées porte son nom depuis le 1er mai 2016[41] ;
- le régiment médical est installé dans une caserne qui porte son nom depuis le 4 juillet 2011[41] ;
- une salle du musée du service de santé des armées à l'École du Val-de-Grâce porte son nom  depuis le 21 avril 2015[41] ;
- la salle de lecture de la bibliothèque du service de santé des armées à l'École du Val-de-Grâce porte son nom  depuis le 21 avril 2016[41] ;
- une salle du musée de l'aéronautique navale porte son nom depuis le 21 avril 2018[41] ;
- une salle du musée de l'Aviation légère de l'Armée de terre et de l'Hélicoptère porte son nom depuis le 21 avril 2017[41]. On peut y voir exposé l'Hiller 360 qu’elle utilisa durant la guerre d’Indochine ;
- une salle du musée de l'Air et de l'Espace porte son nom depuis le 21 avril 2014[41].

### Divers
- Depuis le 20 juin 2019, une promotion (FI-SSSM 2018) du Service de santé et de secours médical de l’École nationale supérieure des officiers de sapeurs-pompiers (ENSOSP) porte son nom[42].
- La 43e promotion du master « Droit et politiques de défense et de sécurité nationale »  de l'université de Lille a choisi le nom de « Médecin inspecteur général Valérie André » (promotion 2021-2022)[43].
- Madame le général Valérie André a accepté d'être la marraine de la 3e promotion de la Classe de Défense et de Sécurité globale (CDSG) 3e Marmoutier-14e CMA de Tours sous la dédicace « Médecin Général Valérie André » (promotion 2022-2023).

À l'occasion de son centième anniversaire :
- un portrait sur huile sur table peint par Gérard Garouste est inauguré dans le bureau du Chef d'état-major de l'Armée de l'air et de l'espace[41] ;
- un buste en marbre de Brigitte Terziev est inauguré dans le bureau du directeur central du Service de santé des armées[41] ;
- une série de pièces de 5 € à 100 € gravée par Astrid de La Forest est frappée par la Monnaie de Paris[41] ;
- une médaille gravée par Béatrice Casadesus en or, en argent et en bronze est frappée par la Monnaie de Paris[41] ;
- une série de timbres de 1,14 €, 1,16 € et 1,43 € dont la  gravure est due à Catherine Meurisse est émise  par le service philatélique de La Poste[41].

### Bibliographie

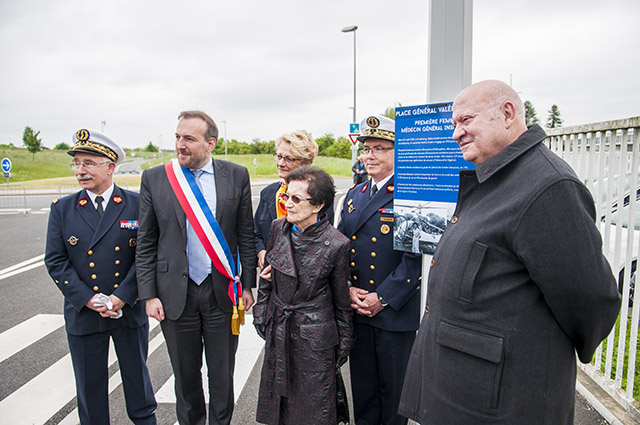
Inauguration de la place Valérie-André à Brétigny-sur-Orge.